# Сонхва

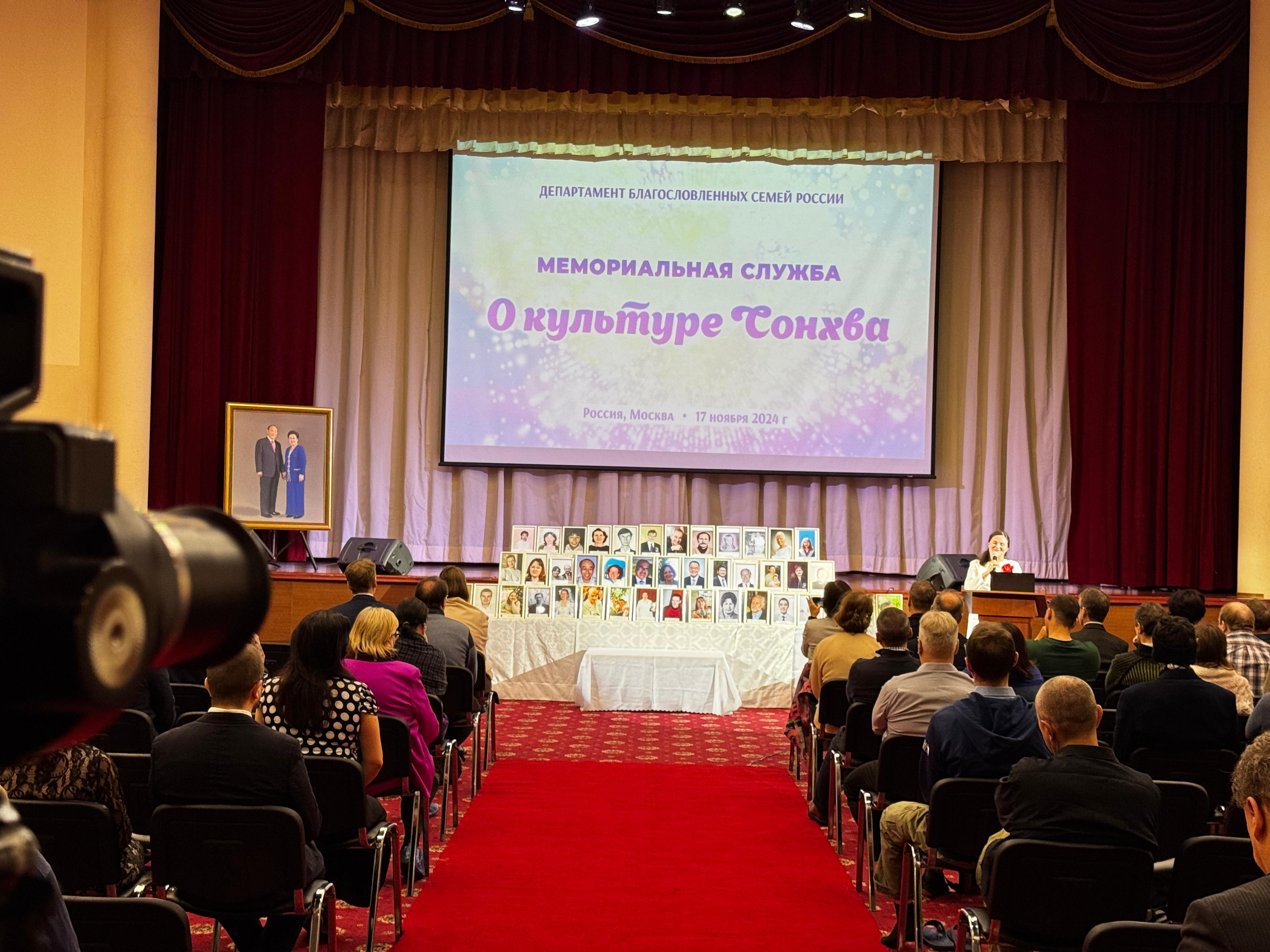
Воскресная служба Церкви объединения, посвященная традиции Сонхва 2024

Сонхва (кор. 성화, 聖和) — это погребальная церемония в Церкви объединения, проводимая с целью помочь умершему перейти в духовный мир и помянуть его или ее жизнь среди семьи и друзей.

Вероучение церкви объединения Божественный Принцип утверждает: «Человек после своей смерти, после жизни в видимом мире, отправляется в мир невидимый в духовном теле, сняв с себя «плотские одежды» (Иов 10:11), и будет жить там вечно». Последователи церкви верят, что семейные и другие человеческие отношения продолжаются и после смерти. Церковь Объединения не поддерживает веру в реинкарнацию. Теолог объединения Ён Ун Ким пишет:
Мы с тобой будем жить вечно...  Мы будем думать и любить вечно. Таким образом, наша мудрость будет постоянно возрастать, а наша любовь может обогащаться все больше и больше... Не будет резкого разрыва между жизнью здесь и жизнью в будущем. То, что мы начинаем в земной жизни, продолжается и расширяется бесконечно. Вечно живой Бог создает каждого из нас, чтобы мы вечно общались с Ним. 
Церемония была учреждена Мун Сон Мёном в 1984 году, после смерти его сына Мун Хын Джина. Для членов церкви, умерших до этого, устраивали традиционные христианские похороны. Когда был установлен новый формат, официальная церковная газета сообщила:
Использование значения китайского иероглифа «сонхва» является новым и уникальным для этой церемонии и не используется широко. Иероглиф «сон» означает «восхождение, возвышение». Иероглиф «хва» имеет значение «гармония и мир» на корейском языке».
Церемония состоит из трех частей:
1. Церемония «квихван» (кор. 귀환, 歸歡, «счастливое возвращение»), прощальный молебен, проводимый членами семьи и близкими друзьями.
2. Церемония «сонхва» (кор. 성화, 聖和, «вознесение»), публичная церемония, прославляющая жизнь человека, с участием песен, свидетельств и обращения, чаще всего церковного пастора.
3. Церемония «вончон» (кор. 원전, 元殿, «вхождение во дворец»), отпевание.

Подчеркивается, что церемония должна иметь радостную атмосферу, поскольку это праздник жизни человека и его перехода в духовный мир. Участники носят белую и светлую одежду, а не традиционную черную.
Тело хоронят в традиционных церковных белых святых одеждах с экземпляром книги «Божественный Принцип», а гроб накрывают флагом Церкви объединения.
Церковь не одобряет кремацию, хотя иногда она практикуется, особенно в Японии, где это требуется по закону. Собственные кладбища Церкви объединения были открыты в Южной Корее, Великобритании и США.